# Alice de Schaerbeek
Alice de Schaerbeek (ou Adelaide ou Aleydis) (também conhecida como Alice, a Leprosa) (em neerlandês: Sint Aleydis, em francês: Sainte Alix ), (c. 1220–1250) foi uma irmã leiga cisterciense que é venerada como padroeira dos cegos e paralíticos. Seu dia festivo é 15 de junho.

## Vida
Alice nasceu em Schaerbeek, perto de Bruxelas, então no Ducado de Brabante. Uma criança frágil, aos sete anos de idade, ela foi enviada para ser internada e educada na Abadia Cisterciense de La Cambre, onde permaneceu pelo resto de sua vida. O nome da abadia deriva do latim: Camera Sanctae Mariae (Câmara de Nossa Senhora) e é lembrado no parque a sudeste de Bruxelas chamado "Ter Kamerenbos / Bois de la Cambre" ("Bosques da Câmara").
Alice era uma menina muito bonita e uma criança adorável, e logo demonstrou grande inteligência e um grande amor a Deus. Ela se tornou uma irmã leiga na abadia. Entretanto, com cerca de 20 anos de idade (c. 1240), ela contraiu lepra e teve que ficar isolada em uma pequena cabana. A doença lhe causou intenso sofrimento, que ela ofereceu pela salvação dos pecadores e das almas do purgatório.
Por fim, ela ficou paralisada e cega. Seu maior consolo veio da recepção da Sagrada Eucaristia, embora não lhe fosse permitido beber do cálice devido ao suposto perigo de contaminação. No entanto, diz-se que o Senhor lhe apareceu com a certeza de que Ele estava tanto no pão consagrado como no vinho. Ela morreu em 1250, com aproximadamente 30 anos de idade.
O pouco que sabemos sobre a vida de Alice vem de uma biografia latina, composta por volta de 1260–1275. A autoria da obra é desconhecida. Os estudiosos geralmente acreditam que o autor era um capelão anônimo da Abadia de La Cambre. No entanto, Martinus Cawley sugere que Arnulfo II de Ghistelles, abade da Abadia de Villers de 1270 a 1276, é o seu provável autor. A biografia de Alice também foi traduzida para o holandês médio, como testemunha um manuscrito existente.
Por decreto de 1 de julho de 1702, o Papa Clemente XI concedeu aos monges da Congregação de São Bernardo Fuliensi a faculdade de celebrar o culto de Alice.  A devoção a Alice como santa foi aprovada em 1907 pelo Papa Pio X.

## Influência
A biografia de Alice foi considerada um modelo de espiritualidade cisterciense. Escrevendo em 1954, o monge trapista Thomas Merton, por exemplo, chamou o texto de "um tratado prático e conciso do ascetismo cisterciense". No entanto, Alice de Schaerbeek não era particularmente conhecida. Chyrsogone Waddell, refletindo sobre sua entrada na vida cisterciense na década de 1950, comentou sobre sua obscuridade, com Alice sendo em grande parte desconhecida mesmo nas comunidades cistercienses devotas da época.
Nos últimos anos, Alice tornou-se mais conhecida nos estudos medievais como membro do chamado corpus "Mulheres Sagradas de Liège" de biografias latinas do século XIII. Isso situa Alice e sua espiritualidade em termos do movimento das beguinas, uma inovação na piedade feminina medieval que viu as mulheres adotando uma vida religiosa ativa fora do recinto monástico.